# Laofenzui
Laofenzui (kinesiska: 老坟嘴, 老坟嘴乡) är en socken i Kina. Den ligger i provinsen Guizhou, i den sydvästra delen av landet, omkring 110 kilometer nordost om provinshuvudstaden Guiyang. Antalet invånare är 7521. Befolkningen består av 3 577 kvinnor och 3 944 män. Barn under 15 år utgör 25,0 %, vuxna 15-64 år 64 %, och äldre över 65 år 10,0 %.